# 1523
Il 1523 (MDXXIII in numeri romani) è un anno  del XVI secolo.

## Eventi
- Rosso Fiorentino dipinge il Matrimonio della Vergine nella Basilica di San Lorenzo, un'opera all'avanguardia per le scelte cromatiche che, forse per la prima volta, sovrastano il formalismo del tratto.
- 20 gennaio – Danimarca: Re Cristiano II è costretto ad abdicare da re di Danimarca e Norvegia.
- Maggio – Cina: Incidente Ningbo: Due delegazioni commerciali rivali giapponesi litigano nella città cinese di Ningbo, provocando il saccheggio della città.
- 6 giugno – Svezia: Gustav Vasa viene eletto re di Svezia, sancendo finalmente la piena indipendenza della Svezia dalla Danimarca, che segna la fine dell'Unione di Kalmar. Questo evento è anche tradizionalmente considerato l'istituzione della moderna nazione svedese.
- Luglio – Germania: Viene pubblicata la traduzione in tedesco del Pentateuco di Martin Lutero (Das allte Testament Deutsch).
- 1º luglio – Belgio: Heinrich Voes e Johann Esch diventano i primi martiri luterani fiamminghi, bruciati sul rogo a Bruxelles.
- 19 novembre – Stato pontificio: Il conclave elegge un nuovo successore sul trono di Pietro dopo Adriano VI. Viene nominato pontefice il cardinale Giulio di Giuliano de' Medici con il nome di Clemente VII.

## Nati

### Gennaio
- 17 gennaio - Fiammetta Frescobaldi, scrittrice e religiosa italiana († 1586)
- 25 gennaio - Francesco Piccolomini, filosofo italiano († 1607)
- 29 gennaio - Enea Vico, incisore e numismatico italiano († 1567)

### Febbraio
- 1º febbraio - Francesco Abbondio Castiglioni, cardinale e vescovo cattolico italiano († 1568)
- 20 febbraio - Jan Blahoslav, umanista, linguista e compositore ceco († 1571)

### Marzo
- 5 marzo - Rodrigo de Castro Osorio, cardinale e arcivescovo cattolico spagnolo († 1600)
- 7 marzo - Francesco Giuntini, teologo e astrologo italiano († 1590)
- 10 marzo - Eleonora Cybo, scrittrice italiana († 1594)
- 11 marzo - Henry Brandon, I conte di Lincoln, nobile britannico († 1534)
- 23 marzo - Vincenzo Laureo, cardinale e vescovo cattolico italiano († 1592)
- 24 marzo - Giulia da Varano, nobile italiana († 1547)

### Aprile
- 5 aprile - Jacopo Foscarini, politico, diplomatico e militare italiano († 1603)
- 5 aprile - Blaise de Vigenère, diplomatico, crittografo e traduttore francese († 1596)
- 17 aprile - Guido Panciroli, giurista e antiquario italiano († 1599)
- 21 aprile - Marcantonio Bragadin, politico e militare italiano († 1571)

### Maggio
- 22 maggio - Collaltino di Collalto, militare e poeta italiano († 1569)

### Giugno
- 5 giugno - Margherita di Valois, principessa francese († 1574)

### Luglio
- 4 luglio - Vicino Orsini, nobile e militare italiano († 1585)

### Settembre
- 22 settembre - Carlo di Borbone-Vendôme, cardinale e arcivescovo cattolico francese († 1590)

### Ottobre
- 18 ottobre - Anna Jagellona, sovrana polacca († 1596)
- 28 ottobre - Giacomo Savelli, cardinale italiano († 1587)

### Novembre
- 11 novembre - Joachim Hoppers, giurista, docente e politico olandese († 1576)
- 13 novembre - Laura Battiferri, poetessa italiana († 1589)

### Dicembre
- 3 dicembre - Lorenzo Strozzi, cardinale, arcivescovo cattolico e abate italiano († 1571)
- 26 dicembre - Carlo Gonzaga, condottiero italiano († 1555)

### Senza giorno specificato
- Galasso Alghisi, architetto e ingegnere militare italiano († 1573)
- Fulvio Androzio, scrittore e gesuita italiano († 1575)
- Bartolomeo Arnigio, medico e poeta italiano († 1577)
- Mary Basset, letterata e traduttrice inglese († 1572)
- Giovanni Maria Bonardo, scrittore, agronomo e cosmologo italiano († 1590)
- Vincenzo Civitali, scultore e architetto italiano († 1597)
- Marcantonio Colonna, cardinale e arcivescovo cattolico italiano († 1597)
- Jacopo Coppi, pittore italiano († 1591)
- Martín Cortés Malintzin, cavaliere spagnolo († 1595)
- Erasmo di Valvasone, poeta e traduttore italiano († 1593)
- Antonio Ferraro, pittore italiano († 1609)
- Giovanni Luigi Fieschi, nobile italiano († 1547)
- Francisco Foreiro, religioso, teologo e orientalista portoghese († 1581)
- Agostino Galeazzi, pittore italiano († 1576)
- John Grey di Pirgo, nobile inglese († 1564)
- Gulbadan Begum, principessa e scrittrice indiana († 1603)
- Alonso de Góngora Marmolejo, storico spagnolo († 1575)
- Juan Vicente Macip, pittore spagnolo († 1589)
- Giampaolo Manfrone, condottiero italiano († 1552)
- Mori Yoshinari, militare giapponese († 1570)
- Mōri Takamoto, militare giapponese († 1563)
- Lorenzo Pasquato, tipografo e editore italiano
- Perino Fiorentino, compositore italiano († 1552)
- Pieter Pourbus, pittore fiammingo († 1584)
- Jakob II Putrich, presbitero austriaco († 1594)
- Thomas Randolph, diplomatico e politico britannico († 1590)
- Johann Reusch, compositore tedesco († 1582)
- Carlo Sigonio, storico italiano († 1584)
- Gaspara Stampa, poetessa italiana († 1554)
- Giovanni Stradano, pittore fiammingo († 1605)
- Lorenzo Surio, monaco cristiano e storico tedesco († 1578)
- Taddea d'Austria, nobildonna italiana
- Francesco Terzi, pittore italiano († 1591)
- Tsutsui Junshō, militare giapponese († 1550)
- Uesugi Norimasa, militare giapponese († 1579)
- Giuseppe Unicorno, matematico italiano
- Carlo Visconti, cardinale e vescovo cattolico italiano († 1565)
- Thomas Wilson, letterato britannico († 1581)

## Morti

### Febbraio
- 22 febbraio - Rodrigo Díaz de Vivar, militare spagnolo (n. 1468)

### Marzo
- 1º marzo - Martino Piazza, pittore italiano
- 9 marzo - Semiramide d'Appiano d'Aragona, nobildonna italiana (n. 1464)
- 20 marzo - Gerolamo Adorno, diplomatico e militare italiano
- 28 marzo - Luigi I di Löwenstein, conte (n. 1463)

### Aprile
- 1º aprile - Agnese di Montefeltro (n. 1470)
- 6 aprile - Henry Stafford, III conte di Wiltshire, nobile inglese (n. 1479)

### Maggio
- 7 maggio - Antonio Grimani, politico italiano (n. 1434)
- 7 maggio - Franz von Sickingen, militare tedesco (n. 1481)
- 10 maggio - Giovanni Luca Barberi, notaio e giurista italiano
- 15 maggio - Urbano di Miolans, abate francese
- 23 maggio - Ashikaga Yoshitane, militare giapponese (n. 1466)

### Giugno
- 9 giugno - Diego de Deza, arcivescovo cattolico spagnolo (n. 1443)

### Luglio
- 5 luglio - Domenico Amorotto, brigante italiano
- 11 luglio - Federico II Abbatelli, nobile, politico e militare italiano
- 22 luglio - Biagio Milanesi, religioso italiano (n. 1445)
- 24 luglio - Adrien Gouffier de Boissy, cardinale e vescovo cattolico francese (n. 1479)
- 27 luglio - Cesare da Sesto, pittore italiano (n. 1477)

### Agosto
- 8 agosto - Jean Vallière, religioso francese
- 13 agosto - Gerard David, pittore olandese
- 17 agosto - Johannes Lazo, presbitero ungherese (n. 1448)
- 22 agosto - Luciano I di Monaco, monegasco (n. 1487)
- 25 agosto - Mōri Kōmatsumaru, militare giapponese (n. 1515)
- 27 agosto - Domenico Grimani, letterato e cardinale italiano (n. 1461)
- 29 agosto - Ulrich von Hutten, umanista tedesco (n. 1488)

### Settembre
- 9 settembre - Giovanni Benci, politico e mecenate italiano (n. 1456)
- 14 settembre - Papa Adriano VI, papa, vescovo cattolico e cardinale olandese (n. 1459)
- 29 settembre - Alessandro Sforza di Francavilla, condottiero italiano (n. 1465)

### Ottobre
- 5 ottobre - Boghislao X di Pomerania, duca tedesco (n. 1454)
- 6 ottobre - Ottaviano Riario, condottiero e vescovo cattolico italiano (n. 1479)
- 10 ottobre - Timoteo Viti, pittore italiano (n. 1470)
- 16 ottobre - Luca Signorelli, pittore italiano
- 20 ottobre - Ercole d'Este, nobile

### Novembre
- 22 novembre - Achille Grassi, cardinale e vescovo cattolico italiano (n. 1456)

### Dicembre
- 1º dicembre - Ferrante di Capua, nobile italiano (n. 1495)
- 2 dicembre - Faustino Perisauli, umanista italiano (n. 1450)
- 16 dicembre - Bernhard Adelmann von Adelmannsfelden, teologo e umanista tedesco (n. 1459)
- 16 dicembre - Bernardino López de Carvajal, cardinale spagnolo (n. 1456)
- 29 dicembre - Giuliano Dati, vescovo cattolico e poeta italiano
- 30 dicembre - Prospero Colonna, generale italiano (n. 1452)

### Senza giorno specificato
- Giovanni Battista Abioso, matematico, astronomo e medico italiano (n. 1453)
- Abramo di Balmes, medico, grammatico e traduttore italiano
- Matteo d'Afflitto, giurista italiano (n. 1447)
- Alessandro d'Alessandro, umanista e giurista italiano (n. 1461)
- Juan de Anchieta, musicista e compositore spagnolo (n. 1450)
- Pellegrino Aretusi, pittore italiano
- Tommaso Asen Paleologo, bizantino
- Baccio da Montelupo, scultore e architetto italiano (n. 1469)
- Jean Basin de Sandaucourt, presbitero, latinista e umanista francese
- Marco Bello, pittore italiano
- Laura Bentivoglio, nobile italiana (n. 1477)
- Bergognone, pittore italiano
- Giovanni Boiardo, nobile
- Giovanni Battista Bregno, scultore e architetto italiano
- Lorenzo Bregno, scultore italiano
- Niccolò Campani, poeta italiano (n. 1478)
- Cecilia Månsdotter Eka, nobildonna svedese (n. 1476)
- Bernardino de Conti, pittore italiano (n. 1470)
- William Cornysh, compositore, drammaturgo e poeta inglese (n. 1465)
- Benedetto Faelli, tipografo e editore italiano (n. 1460)
- Rui Faleiro, cosmografo e astronomo portoghese
- Alfonso Franco, pittore italiano (n. 1466)
- Francisco de Garay, esploratore spagnolo (n. 1475)
- Arnao Guillén de Brocar, tipografo e editore spagnolo (n. 1460)
- Galeotto II Malaspina, nobile italiano (n. 1462)
- Silvestro Mazzolini da Prierio, teologo italiano
- Mehmed I Giray, sovrano russo (n. 1465)
- Bartolomeo Montagna, pittore italiano
- Alessandro Pampurino, pittore italiano (n. 1460)
- Perugino, pittore italiano
- Annibale Rangoni, condottiero italiano
- Ambrogio Taegio, monaco cristiano e storico italiano (n. 1461)
- Tang Yin, pittore cinese (n. 1470)
- Antonio Vanella, scultore italiano
- Jaume Ferrer de Blanes, politico e cosmografo spagnolo (n. 1445)

## Calendario
| Calendario 1523 | Calendario 1523 | Calendario 1523 | Calendario 1523 | Calendario 1523 | Calendario 1523 | Calendario 1523 | Calendario 1523 | Calendario 1523 | Calendario 1523 | Calendario 1523 | Calendario 1523 | Calendario 1523 | Calendario 1523 | Calendario 1523 | Calendario 1523 | Calendario 1523 | Calendario 1523 | Calendario 1523 | Calendario 1523 | Calendario 1523 | Calendario 1523 | Calendario 1523 | Calendario 1523 | Calendario 1523 | Calendario 1523 | Calendario 1523 | Calendario 1523 | Calendario 1523 | Calendario 1523 | Calendario 1523 | Calendario 1523 | Calendario 1523 |
| --------------- | --------------- | --------------- | --------------- | --------------- | --------------- | --------------- | --------------- | --------------- | --------------- | --------------- | --------------- | --------------- | --------------- | --------------- | --------------- | --------------- | --------------- | --------------- | --------------- | --------------- | --------------- | --------------- | --------------- | --------------- | --------------- | --------------- | --------------- | --------------- | --------------- | --------------- | --------------- | --------------- |
|                 | 1               | 2               | 3               | 4               | 5               | 6               | 7               | 8               | 9               | 10              | 11              | 12              | 13              | 14              | 15              | 16              | 17              | 18              | 19              | 20              | 21              | 22              | 23              | 24              | 25              | 26              | 27              | 28              | 29              | 30              | 31              |                 |
| Gennaio         | Gi              | Ve              | Sa              | Do              | Lu              | Ma              | Me              | Gi              | Ve              | Sa              | Do              | Lu              | Ma              | Me              | Gi              | Ve              | Sa              | Do              | Lu              | Ma              | Me              | Gi              | Ve              | Sa              | Do              | Lu              | Ma              | Me              | Gi              | Ve              | Sa              |                 |
| Febbraio        | Do              | Lu              | Ma              | Me              | Gi              | Ve              | Sa              | Do              | Lu              | Ma              | Me              | Gi              | Ve              | Sa              | Do              | Lu              | Ma              | Me              | Gi              | Ve              | Sa              | Do              | Lu              | Ma              | Me              | Gi              | Ve              | Sa              |                 |                 |                 |                 |
| Marzo           | Do              | Lu              | Ma              | Me              | Gi              | Ve              | Sa              | Do              | Lu              | Ma              | Me              | Gi              | Ve              | Sa              | Do              | Lu              | Ma              | Me              | Gi              | Ve              | Sa              | Do              | Lu              | Ma              | Me              | Gi              | Ve              | Sa              | Do              | Lu              | Ma              |                 |
| Aprile          | Me              | Gi              | Ve              | Sa              | Do              | Lu              | Ma              | Me              | Gi              | Ve              | Sa              | Do              | Lu              | Ma              | Me              | Gi              | Ve              | Sa              | Do              | Lu              | Ma              | Me              | Gi              | Ve              | Sa              | Do              | Lu              | Ma              | Me              | Gi              |                 |                 |
| Maggio          | Ve              | Sa              | Do              | Lu              | Ma              | Me              | Gi              | Ve              | Sa              | Do              | Lu              | Ma              | Me              | Gi              | Ve              | Sa              | Do              | Lu              | Ma              | Me              | Gi              | Ve              | Sa              | Do              | Lu              | Ma              | Me              | Gi              | Ve              | Sa              | Do              |                 |
| Giugno          | Lu              | Ma              | Me              | Gi              | Ve              | Sa              | Do              | Lu              | Ma              | Me              | Gi              | Ve              | Sa              | Do              | Lu              | Ma              | Me              | Gi              | Ve              | Sa              | Do              | Lu              | Ma              | Me              | Gi              | Ve              | Sa              | Do              | Lu              | Ma              |                 |                 |
| Luglio          | Me              | Gi              | Ve              | Sa              | Do              | Lu              | Ma              | Me              | Gi              | Ve              | Sa              | Do              | Lu              | Ma              | Me              | Gi              | Ve              | Sa              | Do              | Lu              | Ma              | Me              | Gi              | Ve              | Sa              | Do              | Lu              | Ma              | Me              | Gi              | Ve              |                 |
| Agosto          | Sa              | Do              | Lu              | Ma              | Me              | Gi              | Ve              | Sa              | Do              | Lu              | Ma              | Me              | Gi              | Ve              | Sa              | Do              | Lu              | Ma              | Me              | Gi              | Ve              | Sa              | Do              | Lu              | Ma              | Me              | Gi              | Ve              | Sa              | Do              | Lu              |                 |
| Settembre       | Ma              | Me              | Gi              | Ve              | Sa              | Do              | Lu              | Ma              | Me              | Gi              | Ve              | Sa              | Do              | Lu              | Ma              | Me              | Gi              | Ve              | Sa              | Do              | Lu              | Ma              | Me              | Gi              | Ve              | Sa              | Do              | Lu              | Ma              | Me              |                 |                 |
| Ottobre         | Gi              | Ve              | Sa              | Do              | Lu              | Ma              | Me              | Gi              | Ve              | Sa              | Do              | Lu              | Ma              | Me              | Gi              | Ve              | Sa              | Do              | Lu              | Ma              | Me              | Gi              | Ve              | Sa              | Do              | Lu              | Ma              | Me              | Gi              | Ve              | Sa              |                 |
| Novembre        | Do              | Lu              | Ma              | Me              | Gi              | Ve              | Sa              | Do              | Lu              | Ma              | Me              | Gi              | Ve              | Sa              | Do              | Lu              | Ma              | Me              | Gi              | Ve              | Sa              | Do              | Lu              | Ma              | Me              | Gi              | Ve              | Sa              | Do              | Lu              |                 |                 |
| Dicembre        | Ma              | Me              | Gi              | Ve              | Sa              | Do              | Lu              | Ma              | Me              | Gi              | Ve              | Sa              | Do              | Lu              | Ma              | Me              | Gi              | Ve              | Sa              | Do              | Lu              | Ma              | Me              | Gi              | Ve              | Sa              | Do              | Lu              | Ma              | Me              | Gi              |                 |